# Линейные крейсера типа «Макензен»
Линейные крейсера типа «Макензен» (нем. Mackensen-Klasse) — тип недостроенных линейных крейсеров ВМС Германской империи эпохи Первой мировой войны. В официальной немецкой классификации того времени линейных крейсеров не было и этот тип кораблей, совместно с броненосными крейсерами, относился к большим крейсерам (нем. Großer Kreuzer).
Были дальнейшим развитием линейных крейсеров типа «Дерфлингер». При сходном с ними бронировании должны были нести орудия калибра 350 мм и развивать на один узел бо́льшую скорость хода. Планировалась постройка серии из семи кораблей. Три последних корабля впоследствии были перезаложены по типу «Эрзац Йорк». Из-за начала Первой мировой войны постройка крейсеров замедлилась, и ни один из них так и не был введён в строй.

## История разработки
В 1912 году вслед за окончанием разработки проекта линейного крейсера программы 1913 года — будущего «Гинденбурга» — началась проработка тактико-технических элементов крейсера программы 1914 года, проходившего в документах под обозначением «Эрзац Виктория Луиза».
Увеличение вооружения, бронирования, скорости и мореходности напрямую зависело от увеличения водоизмещения. Ещё при разработке проекта «Дерфлингера» обсуждались варианты вооружения орудиями калибра 350 мм, но это приводило к росту водоизмещения свыше установленного морским министром Тирпицем лимита в 30 000 т, и потому от такого варианта отказались.
В это время были получены сведения о новых строившихся британских линкорах типа «Куин Элизабет» с 381-мм орудиями и большей на четыре узла, чем у предшественников, скоростью. Очевидно, что эти корабли строились как быстроходное крыло линейного флота. В немецком флоте эта задача должна была выполняться линейными крейсерами, и именно они должны были в будущем вести бой с новыми британскими линкорами. Поэтому был снова поднят вопрос увеличения калибра их главной артиллерии.
13 августа 1912 года морской министр выдал начальнику департамента проектирования «K» вице-адмиралу Рольману задание на проработку вариантов крейсеров с восемью 340-мм и восемью 350-мм орудиями и скоростью, как у «Гинденбурга», — в 27 узлов. Из шести предложенных вариантов Тирпиц выбрал вариант с 340-мм орудиями и уменьшенной по сравнению с остальными на 0,5 узла скоростью. Но 14 сентября от этого варианта отказались из-за низкой скорости и мореходности. Дальнейшие проработки показали необходимость увеличения водоизмещения до 31 500 т, что было сразу же отметено Тирпицем.
В попытке уложиться в отведённое водоизмещение был предложен вариант с восемью 305-мм орудиями, как на «Гинденбурге», и увеличенным торпедным вооружением. Этот вариант был даже утверждён 30 сентября кайзером. Однако против этого решения резко выступили общий морской департамент «A» (начальник вначале контр-адмирал Шеер, потом его сменил вице-адмирал Крозигк) и департамент вооружения «W» (начальник вице-адмирал Гердес).
Департамент проектирования выступил с предложением использовать трёх- или даже четырёхорудийные башни. Это предложение также вызвало возражения департаментов «A» и «W», но основной причиной отказа от такого варианта было то, что всё равно не удавалось уложиться в 30 000-тонный лимит. Поэтому после бурных дебатов, несмотря на возражения департаментов «A» и «W», был утверждён проект с шестью 380-мм орудиями. Эти орудия были выбраны в целях унификации с вооружением разрабатывавшихся линкоров типа «Байерн». Одна башня размещалась в носовой оконечности, и ещё две — в кормовой, по линейно-возвышенной схеме. Проект фактически приводил к слиянию двух типов кораблей — линейного крейсера и линкора — в быстроходный линкор. Это было любимой идеей кайзера Вильгельма II, хотя и противоречило закону о флоте и приводило к проблемам использования крейсеров в заграничных водах.
Этот проект был одобрен Тирпицем 24 апреля 1913 года и 2 мая 1913 года кайзером. Началась его детальная проработка. Однако в начале ноября 1913 года по распоряжению Тирпица была возобновлена проработка проекта с восемью 340-мм орудиями с наименьшим возможным водоизмещением. Департамент «K» также подготовил проекты с 350-мм и 380-мм орудиями, и снова началось обсуждение эскизного проекта. Так как ни один проект не укладывался в отведённый лимит, в результате обсуждения Тирпиц согласился на увеличение лимита водоизмещения до 31 000 т. В это водоизмещение получалось вписать восемь 350-мм орудий. На предложение департамента проектирования при незначительном превышении лимита установить 380-мм орудия Тирпиц ответил отказом. Поэтому 8 декабря окончательно остановились на варианте с восемью 350-мм орудиями. Не последнюю роль в этом сыграло мнение командующего германским флотом адмирала фон Ингеноля. В своей докладной записке 5 декабря 1913 года он утверждал, что 305-мм орудия являются достаточными для линейного крейсера. Так же, как в случае с лёгкими крейсерами, он настаивал на установке 105-мм орудий вместо 150-мм в качестве противоминного калибра. Его мнению не последовали, оставив 150-мм орудия, но от 380-мм орудий во второй раз отказались.
В процессе проработки было внедрено позаимствованное у американцев нововведение — бульбообразный нос. Инженер немецкого морского ведомства Шлихтинг занимался в Лихтенраде работами по оптимизации обводов нового крейсера, и в результате было принято решение о применении такой формы носовой части. За счёт уменьшения волнового сопротивления значение максимальной проектной скорости было увеличено с 27 до 28 узлов при той же проектной мощности силовой установки.
Разработка велась под руководством главного конструктора Анхмунда. Окончательный «проект 60» с восемью 350-мм орудиями был утверждён кайзером 23 мая 1914 года. Всего была запланирована серия из семи кораблей. Так как процесс проектирования затянулся, в спешке были разработаны условия заказа, и 7 августа 1914 года постройка головного корабля «Эрзац Виктория Луиза» была заказана верфи «Блом унд Фосс» в Гамбурге.

## Конструкция

Предполагаемый окончательный внешний вид линейных крейсеров типа «Макензен»

### Корпус
Нормальное водоизмещение крейсера должно было составить 31 000 т, полное — 35 300 т. Длина корпуса по ватерлинии должна была быть 223 м, между перпендикулярами — 223,1 м, ширина — 30,4 м, осадка носом 9,3 м, кормой — 8,4 м. Высота борта на миделе была 15 м. Корпус делился водонепроницаемыми переборками на 18 отсеков. Двойное дно простиралось на 92 % длины корабля. Силовой набор корпуса — продольный.
Отличительной особенностью крейсеров типа «Макензен» стал бульбовидный нос. Такая форма носовой оконечности, кроме уменьшения волнового сопротивления, позволяла сдвинуть в носовую часть башни и машинную установку. За счёт более полных обводов в носовой части центр тяжести получилось безболезненно сместить в нос, что позволило выделить место для размещения торпедных аппаратов за башней «D». Центр плавучести сдвинулся, что позволило укоротить дейдвуды гребных валов и закрепить валы на свободно размещённых кронштейнах. Это заметно сэкономило вес и уменьшило сопротивление.
Вместо тандемного, как на «Дерфлингере», расположения рулей было выбрано параллельное размещение двух балансирных рулей по образцу «Фон дер Танна» и всех германских линкоров. Это повысило риск потери управления от одного торпедного попадания, но зато обеспечило лучшую управляемость, так как рули находились в зоне действия создаваемых винтами потоков воды.
Для уменьшения заливаемости кормовой части, выявленной при плавании «Мольтке» в США, надводный борт был увеличен. Несмотря на увеличение силуэта, неблагоприятно сказывающееся на остойчивости и повышающее вероятность попадания снарядов неприятеля, было принято решение сделать практически плоскую верхнюю палубу, плавно поднимающуюся от кормы в нос, с небольшим прогибом в носовой части. Высота надводного борта в носовой части составляла 8,5 м, на миделе 6,6 м и в кормовой части 5,7 м. Для сравнения у «Мольтке» борт в кормовой части составлял 4 м, а у «Дерфлингера» — 4,3 м.
По сравнению с «Дерфлингером» башни «Макензена» были расположены выше — носовая башня «А» имела высоту осей орудий 9,2 м над ватерлинией против 8,2 м. За счёт увеличившегося верхнего веса метацентрическая высота уменьшилась, но остойчивость была достаточно высокой по стандартам германского флота. С другой стороны, за счёт меньшей метацентрической высоты и увеличения периода качки улучшились мореходные качества.
Крейсера имели две дымовые трубы. Носовая была сдвинута в корму относительно котельного отделения, чтобы максимально снизить задымление артиллерийского поста на фок-мачте. Сам артиллерийский пост размещался на максимально возможной высоте — 37 метров, как на «Гинденбурге» и «Байерне», и ограничивался высотой мостов через Кильский канал в 40 м.
Для размещения радиоантенн фок-мачта была оборудована длинными стеньгами, а позади кормовой дымовой трубы была установлена трубчатая мачта без рангоута. Первоначально боевые прожектора размещались по две пары одна над другой, но по результатам Ютландского сражения их разнесли на две группы. Кроме того, были установлены одиночные посты управления огнём, заставившие приподнять адмиральский мостик.
От установки успокоительных цистерн Фрамма отказались ещё на этапе проекта, но пришлось увеличить длину скуловых килей. За счёт больших объёмов корпуса, образованных верхней палубой, размещение экипажа стало более просторным. А офицерские каюты, которые на «Дерфлингере» располагались в надстройке, вернулись на своё традиционное расположение в кормовой части. Центральная часть надстройки была занята большой вентиляционной шахтой котельного отделения. В носовой части были выделены помещения для постоянно действующего лазарета.
Экипаж корабля должен был состоять из 1186 человек, в том числе 46 офицеров. При размещении адмиральского штаба экипаж увеличивался на 76 человек, из которых 16 были офицерами.

### Вооружение
Вооружение по проекту состояло из восьми 350-мм 45-калиберных орудий 35 cm/45 SK L/45. Они располагались в четырёх двухорудийных башнях по линейно-возвышенной схеме — по две в носу и корме. Башни должны были получить обозначение Drh LC/1914. Первоначально они обеспечивали угол склонения −8° и угол возвышения +16°. После Ютландского сражения эти значения были изменены на −5° и +20° соответственно.
Традиционно для германского флота орудия оснащались клиновым затвором системы Круппа. Масса бронебойного снаряда составляла 600 кг. Заряд весом в 224 кг состоял из двух частей — переднего в шёлковом картузе и основного в латунной гильзе. Снаряду сообщалась начальная скорость 815 м/с. При угле возвышения в 16° обеспечивалась дальность в 20 000 м, при 20° — 23 300 м. Боекомплект составлял 720 снарядов — по 90 снарядов на орудие.
Произведённые орудия так и не были установлены на корабли, но смогли послужить на сухопутном фронте на полях Фландрии, а некоторые их части были использованы для изготовления сверхдальнобойного 210-мм орудия для обстрела Парижа.
Противоминная артиллерия состояла из 150-мм 45-калиберных орудий 15 cm/45 SK L/45, таких же как на всех других германских линейных крейсерах. Их количество по первоначальному проекту составляло 14, затем оно было уменьшено до 12, предположительно из-за невозможности организовать подачу боезапаса. Орудия располагались в каземате на средней палубе. Установки обеспечивали угол склонения −8,5° и угол возвышения +19°. В общий боекомплект входило 1920 снарядов — по 160 на орудие.
Ещё на этапе проекта от неуниверсальных 88-мм орудий отказались, и были запланированы к установке восемь 88-мм 45-калиберных зенитных орудий с углом склонения −10° и углом возвышения +70°. Боекомплект составлял по 450 снарядов на орудие — всего 3600 снарядов.
Крейсер оснащался пятью подводными торпедными аппаратами калибра 600 мм. От кормового аппарата отказались, оставив один носовой и увеличив количество бортовых до четырёх. По два аппарата находились перед носовой и за кормовой группой башен — вне отсеков, прикрытых противоторпедной переборкой. Боезапас, по разным данным, составлял от 20 до 27 торпед.

### Бронирование
В общем схема бронирования мало отличалась от типа «Дерфлингер». Основное отличие заключалось в отказе в районе цитадели от скосов бронепалубы, что вызвано было желанием облегчить погрузку угля.
Главный броневой пояс из цементированной крупповской брони толщиной 300 мм начинался в 3 метрах перед носовой башней и заканчивался в 3 метрах за кормовой башней. Под водой он сужался и в 1,7 м ниже ватерлинии заканчивался 150-мм толщиной. Над ним располагался верхний броневой пояс толщиной 240 мм. Главный броневой пояс в носу и корме завершался траверзами 250-мм толщины, а верхний — 200-мм. В носовую оконечность главный пояс продолжался поясом 120-мм толщины, заканчиваясь 120-мм переборкой за 21 м до форштевня. Дальше до самого форштевня он шёл толщиной 30 мм. В кормовой оконечности главный пояс продолжался поясом 100-мм толщины, заканчиваясь в 11 м от ахтерштевня 100-мм переборкой.
Лобовая плита башен главного калибра имела толщину 320 мм, боковые — 200 мм, а задняя — 215 мм. Наклонная часть крыши имела толщину 180 мм, а горизонтальная — 110 мм. На «Графе Шпее» схема бронирования немного отличалась, и лобовая плита имела толщину 300 мм, задняя — 210 мм, наклонная часть крыши 150 мм, а горизонтальная — 100 мм. Части барбетов, выступающие над броневым поясом, имели толщину 290 мм. За верхним броневым поясом их толщина уменьшалась до 120 мм, а на «Эрзац Фридрих Карл» до 150 мм. За главным броневым поясом толщина барбета уменьшалась до 90 мм.
Каземат орудий противоминного калибра защищался бронёй толщиной 150 мм. Между орудиями и за ними устанавливались 20-мм противоосколочные экраны. Стенки носовой боевой рубки имели толщину 300—350 мм, у основания 200 мм, а крыша имела толщину 100—150 мм. Кормовая боевая рубка имела стенки толщиной 200 мм и крышу 80 мм.
Главная броневая палуба в средней части корпуса не выходила за пределы противоминной переборки и потому не имела скосов. Она имела толщину в 30 мм, увеличивавшуюся до 60 мм над погребами боезапаса. В носовой части она продолжалась плитами 50-мм толщины. В кормовой она имела толщину в 80 мм, доходя до 110 мм над рулевым приводом.
Верхняя броневая палуба проходила по верхней кромке главного броневого пояса и имела в основном толщину 25 мм. Только над батареей 150-мм орудий она имела толщину в 30—50 мм.
Противоторпедная броневая переборка в подводной части корпуса имела толщину 50 мм, повышаясь до 60 мм в районах погребов боезапаса. Выше до верхней палубы она продолжалась в виде противоосколочной переборки толщиной 30 мм.
Угольные бункеры, создававшие дополнительную защиту, располагались в объёме за противоторпедной переборкой только в районе котельных отделений. В районе машинных отделений и погребов боезапаса на их месте находились нефтяные танки, потому что другого способа разместить увеличившийся запас нефти не было возможности. Для компенсации в этих местах толщина противоторпедной переборки была увеличена до 60 мм.

### Энергетическая установка
Морское ведомство посчитало, что необходимо иметь как можно большее количество котлов меньшей мощности для обеспечения более равномерного производства пара при повреждениях и во время чистки топок. Поэтому вместо первоначальных 4 двухсторонних нефтяных и 12 односторонних угольных было установлено 8 двухсторонних нефтяных и 24 односторонних угольных котла с возможностью впрыска нефти. Это было значительно больше, чем на предыдущих кораблях, и приводило к утяжелению силовой установки и усложнению её эксплуатации.
Котлы Шульце-Торникрофта были установлены в пяти котельных отделениях.
Машинные отделения располагались, как и на «Дерфлингере», — два между башнями кормовой группы, а ещё два — по бокам башни «Х». Два комплекта турбин Парсонса приводили во вращение четыре вала с трёхлопастными винтами диаметром 4,2 м. Чтобы повысить КПД силовой установки на экономических скоростях, были установлены турбины экономического хода. Во время движения на малых скоростях эти турбины через зубчатую передачу были соединены с главными турбинами, а на высоких скоростях происходило расцепление зубчатой передачи. Такое конструктивное решение позволило на 20 % повысить запас хода на экономической скорости хода в 16 узлов.
Номинальная проектная мощность на валах была 90 000 л. с., что при средних оборотах в 295 об/мин должно было обеспечить максимальную скорость в 28 узлов. Нормальный запас топлива составлял 800 т угля и 250 т нефти. Полный — 4000 т угля и 2000 т нефти. Это запас должен был обеспечить дальность хода в 8000 миль на 14 узлах.
Количество откачивающих помп по сравнению с «Гинденбургом» было увеличено с 5 до 8. Электроэнергией напряжением 220 В корабль обеспечивали восемь дизель-генераторов общей мощностью 2320 кВт.

## Строительство

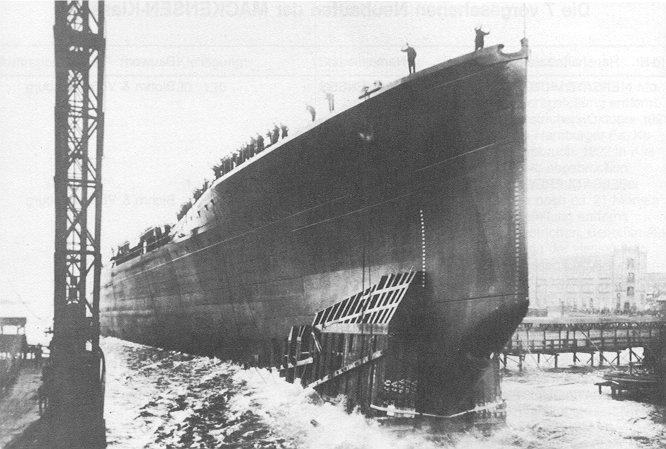
Спуск на воду линейного крейсера «Макензен»

Сметная стоимость постройки составляла 66 000 тыс. марок или 33 000 тыс. рублей золотом. Так как процесс проектирования затянулся, в спешке были разработаны условия заказа, и 7 августа 1914 года постройка головного корабля была заказана верфи «Блом унд Фосс» в Гамбурге. 14 августа той же верфи был выдан заказ на второй крейсер — «Эрзац Фрея».
Ещё два корабля были заказаны весной 1915 года. По плану корабли должны были вступить в строй с лета 1917 по осень 1918 года. Строительство кораблей шло медленно, так как вначале Германия возлагала большие надежды на быстрое окончание сухопутной войны, а затем в связи с развязавшейся неограниченной подводной войной основные усилия были направлены на строительство подводных лодок. Поэтому из четырёх заложенных крейсеров спущены на воду были только два, но ни один не достроен. Ещё один корпус был спущен на воду не до конца достроенным, чтобы освободить стапель. Последние три крейсера решили перепроектировать под 380-мм орудия, и они были выделены в отдельный тип — «Эрзац Йорк».

### «Макензен»
Линейный крейсер «Эрзац Виктория Луиза» по программе 1914 бюджетного года был заложен на верфи «Блом унд Фосс» в Гамбурге и получил строительный № 240. Киль крейсера был заложен 30 января 1915 года. Ввиду загруженности верфи другими работами спуск на воду вместо весны 1916 года состоялся только через год — 21 апреля 1917 года. При спуске на воду крейсер получил имя «Макензен» в честь генерал-фельдмаршала Макензена, командовавшего объединёнными германскими, австро-венгерскими и болгарскими войсками на Восточном фронте в операциях против России, Сербии и Румынии. Обряд крещения провели генерал-полковник Хееринген и супруга Макензена. Постройка не была окончена из-за дефицита материалов и загрузки верфи строительством подводных лодок и миноносцев. На момент окончания войны корабль не имел хода. По ошибке, возможно вызванной действиями германской контрразведки по дезинформации британского Адмиралтейства о высокой готовности крейсера, «Макензен» был включён в списки кораблей, подлежащих интернированию. Крейсер был исключён из списков флота 17 ноября 1919 года, в 1921 году продан на слом и в 1922 году разобран на металл в Киле.

### «Граф Шпее»
Постройка линейного крейсера «Эрзац Блюхер» производилась на верфи «Шихау» в Данциге. Заказ был выдан 15 апреля 1915 года, и крейсер получил строительный № 958. Постройка велась за счёт средств военного фонда. Киль был заложен 30 ноября 1915 года. Строительство крейсера также велось с задержкой, и вместо весны 1917 года он был спущен на воду 15 сентября 1917 года. При спуске он был назван «Граф Шпее» в честь германского адмирала Максимилиана фон Шпее, командовавшего Восточно-Азиатской эскадрой, погибшего со своим крейсером «Шарнхорст» в Фолклендском сражении. Обряд крещения провел командующий балтийским флотом и генерал-инспектор флота принц Генрих Прусский. Роль крёстной матери исполнила вдова адмирала — графиня Маргарета фон Шпее. Крейсер не был закончен постройкой и 17 ноября вычеркнут из списков флота. 28 октября 1921 года был продан на слом и переведён в Киль, где разобран на металл фирмой «Дойче Верке А. Г.» в 1921—1923 годах.

### «Эрзац Фрея»
Крейсер «Эрзац Фрея» строился на средства из военного фонда на верфи «Блом унд Фосс» под строительным № 241. Крейсер должен был получить имя «Принц Этель Фридрих», но к концу войны он даже не был спущен на воду — до окончания постройки по плану был ещё 21 месяц. Чтобы освободить стапель, он был преждевременно спущен на воду и в 1922 году в Гамбурге разобран на металл.

### «Эрзац А»
Четвёртый крейсер — «Эрзац А» — был заложен на государственной верфи в Вильгельмсхафене 3 ноября 1915 года, получив строительный № 35. Корабль планировали переименовать в «Эрзац Фридрих Карл», а окончательно назвать «Фюрст Бисмарк». Строительство крейсера не было завершено, и 17 ноября 1919 года его исключили из списков флота. Построенные корпусные конструкции были разобраны на металл в 1922 году.

## Оценка проекта
Линейные крейсера типа «Макензен» стали последними линейными крейсерами Германской империи, спущенными на воду. Они являлись вершиной эволюционного пути развития германского линейного крейсера и вобрали в себя лучшие черты предыдущих проектов. Традиционно для германского линейного крейсера на высоком уровне были бронирование, конструктивная подводная защита и средства борьбы за живучесть. При этом в новом проекте германским инженерам удалось повысить мореходность за счёт того, что верхняя палуба занимала всю длину корабля. Повысилось также удобство обитания экипажа.
Использование бульба и отключаемой турбины крейсерского хода позволили повысить экономичность, и по дальности хода «Макензен» даже превзошёл линейные крейсера британского флота, традиционно придававшего большое значение дальности плавания. И если предыдущие типы германских крейсеров назывались лучшими крейсерами для Северного моря, то новые линейные крейсера обладали высокой мореходностью и достаточной дальностью для действий в океане. Скорость нового проекта также возросла до 28 узлов, и по этому показателю он приблизился к британским линейным крейсерам второго поколения — крейсерам типа «Лайон» и «Тайгер». Вооружение германского крейсера по сравнению с ними было даже более мощным, и поэтому для них он был бы очень сильным противником.
| Характеристики артиллерии главного калибра капитальных кораблей, заложенных к началу Первой мировой войны | Характеристики артиллерии главного калибра капитальных кораблей, заложенных к началу Первой мировой войны | Характеристики артиллерии главного калибра капитальных кораблей, заложенных к началу Первой мировой войны | Характеристики артиллерии главного калибра капитальных кораблей, заложенных к началу Первой мировой войны | Характеристики артиллерии главного калибра капитальных кораблей, заложенных к началу Первой мировой войны | Характеристики артиллерии главного калибра капитальных кораблей, заложенных к началу Первой мировой войны | Характеристики артиллерии главного калибра капитальных кораблей, заложенных к началу Первой мировой войны | Характеристики артиллерии главного калибра капитальных кораблей, заложенных к началу Первой мировой войны |
| --- | --- | --- | --- | --- | --- | --- | --- |
| Орудие | 13.5″/45 Mark V                                                                                           | 13.5″/45 Mark V                                                                                           | 15″/42 Mark I                                                                                             | 30.5 cm/50 SK L/50                                                                                        | 35 cm/45 SK L/45                                                                                          | 356-мм орудие образца 1913 года                                                                           | 381 mm/40 Model 1914                                                                                      |
| Длина ствола, калибров                                                                                    | 45 | 45 | 42 | 47,4 (50)                                                                                                 | 42,4 (45)                                                                                                 | 50,3 (52)                                                                                                 | 40 |
| Калибр, мм                                                                                                | 343 | 343 | 381 | 305 | 350 | 356 | 381 |
| Носители                                                                                                  | «Тайгер»                                                                                                  | «Тайгер»                                                                                                  | «Рипалс» «Худ» «Куин Элизабет»                                                                            | «Гинденбург»                                                                                              | «Макензен»                                                                                                | «Измаил»                                                                                                  | «Франческо Караччоло»                                                                                     |
| Год принятия на вооружение                                                                                | 1912 | 1912 | 1915 | 1911 | 1917 | 1931 | 1916 |
| Масса бронебойного снаряда, кг                                                                            | 574,5 | 635 | 871 | 405,5 | 600 | 747,8 | 884 |
| Начальная скорость, м/с                                                                                   | 787 | 759 | 752 | 855 | 815 | 731,5 | 700 |
| Дульная энергия, МДж                                                                                      | 177,9 | 182,9 | 246,3 | 148,2 | 199,3 | 200,1 | 216,6 |
| Максимальная дальность стрельбы, м (при угле возвышения)                                                  | 21 780 (20°)                                                                                              | 21 710 (20°)                                                                                              | 21 702 (20°)                                                                                              | 20 400 (16°)                                                                                              | 23 300 (20°)                                                                                              | 23 240 (25°)                                                                                              | 19 800 (20°)                                                                                              |

По скорости хода и вооружению германский крейсер был несколько хуже британских линейных крейсеров третьего поколения типов «Ринаун» и «Корейджес». Однако незначительная разница в мощности орудий главного калибра (350 мм против 381 мм) могла быть компенсирована лучшим качеством германских снарядов и меткостью стрельбы. А слишком слабое бронирование британских крейсеров, особенно у «Корейджеса», не позволяло им надеяться на ведение сколько-нибудь длительного боя с германским крейсером без фатальных последствий.
Германия принципиально могла бы при перераспределении ресурсов ввести в строй до конца войны один — два крейсера типа «Макензен». И тогда британскому флоту просто нечего было бы им противопоставить. Только крейсера типа «Ринаун», вошедшие в строй к концу войны, имели бо́льшую скорость хода, но, как уже было сказано выше, обладали слишком слабым бронированием. Серьёзным противником для германского крейсера были бы только британские быстроходные линкоры типа «Куин Элизабет», но, как отмечал сам главнокомандующий британским Гранд-Флитом Джеллико, они всё же обладали слишком малой скоростью (25 узлов против 28), чтобы находиться в одном строю с линейными крейсерами и просто не угнались бы за своими противниками.
В ответ на германские крейсера британцы заложили четыре линейных крейсера типа «Адмирал». Однако, как показал опыт Ютландского сражения, их защита была недостаточной, и по срочно переработанному проекту был достроен уже после войны только один крейсер — «Худ».
С «Макензеном» вступить в бой также могли и российские линейные крейсера типа «Измаил». Они обладали более сильным вооружением из двенадцати 356-мм орудий, но по всем остальным параметрам проигрывали германскому крейсеру. Их скорости было недостаточно для того, чтобы уклониться от боя или держать выгодную дистанцию. А по уровню бронирования они находились на уровне британских крейсеров с 343-мм орудиями. По опыту Первой мировой войны это было признано недостаточным, и германский крейсер смотрится на их фоне более сбалансированным. Крейсера типа «Измаил», так же как и их соперники, были спущены на воду, но не были достроены. А после революции, несмотря на попытки достроить их по усовершенствованному проекту, были списаны на слом.
Следует отметить, что не только в Германии разрабатывались корабли, совмещавшие в себе ударную мощь и бронирование линкора и скорость линейного крейсера, фактически предвосхитившие появление нового класса быстроходных линкоров. Италия традиционно придавала скорости своих кораблей большое значение, и их заложенные в 1914 году и также недостроенные линкоры типа «Франческо Караччоло» при вооружении из восьми 381-мм орудий имели проектную скорость в 28 узлов. Платой за это стало снижение уровня бронирования по сравнению с другими сверхдредноутами, но оно было вполне на уровне германского линейного крейсера.
| Сравнительные характеристики европейских капитальных кораблей | Сравнительные характеристики европейских капитальных кораблей | Сравнительные характеристики европейских капитальных кораблей | Сравнительные характеристики европейских капитальных кораблей | Сравнительные характеристики европейских капитальных кораблей | Сравнительные характеристики европейских капитальных кораблей | Сравнительные характеристики европейских капитальных кораблей | Сравнительные характеристики европейских капитальных кораблей | Сравнительные характеристики европейских капитальных кораблей | Сравнительные характеристики европейских капитальных кораблей |
| ------------------------------------------------------------- | ------------------------------------------------------------- | ------------------------------------------------------------- | ------------------------------------------------------------- | ------------------------------------------------------------- | ------------------------------------------------------------- | ------------------------------------------------------------- | ------------------------------------------------------------- | ------------------------------------------------------------- | ------------------------------------------------------------- |
|                                                               | «Гинденбург»                                                  | «Макензен»                                                    | «Тайгер»                                                      | «Ринаун»                                                      | «Худ»                                                         | «Худ»                                                         | «Измаил»                                                      | «Куин Элизабет»                                               | «Франческо Караччоло»                                         |
| Класс                                                         | линейный крейсер                                              | линейный крейсер                                              | линейный крейсер                                              | линейный крейсер                                              | линейный крейсер                                              | линейный крейсер                                              | линейный крейсер                                              | линкор                                                        | линкор                                                        |
| Год ввода в строй                                             | 1917                                                          | 1918 план                                                     | 1914                                                          | 1917                                                          | проект                                                        | 1920                                                          | 1918 план                                                     | 1915                                                          | 1918 план                                                     |
| Стоимость, млн рублей золотом                                 | 28 (59 млн марок)                                             | 33 (66 млн марок)                                             | 21 (2,1 млн £)                                                | 26,3 (2,63 млн £)                                             |                                                               | 6,25 млн £                                                    | 29,8                                                          | 21 (2,1 млн £)                                                |                                                               |
| Водоизмещение нормальное, т                                   | 26 947                                                        | 31 000                                                        | 28 430                                                        | 27 947                                                        |                                                               |                                                               | 33 986                                                        | 29 200                                                        | 31 902                                                        |
| Полное, т                                                     | 31 500                                                        | 33 500                                                        | 35 710                                                        | 32 727                                                        | 36 881                                                        | 43 353                                                        | 36 646                                                        | 33 020                                                        | 34 544                                                        |
| Номинальная проектная мощность СУ, л. с.                      | 72 000                                                        | 90 000                                                        | 85 000                                                        | 112 000                                                       | 144 000                                                       | 144 000                                                       | 68 000                                                        | 56 000                                                        | 105 000                                                       |
| Максимальная проектная скорость хода, узлы                    | 27                                                            | 28                                                            | 28                                                            | 30                                                            | 32                                                            | 31                                                            | 26,5                                                          | 23                                                            | 28                                                            |
| Дальность плавания, миль (узлы)                               | 6100 (14)                                                     | 8000 (14)                                                     | 4900 (18)                                                     | 3650 (10)                                                     |                                                               | 7400 (14)                                                     | 2280 (26,5)                                                   | 4500 (10)                                                     | 8000 (10)                                                     |
| Бронирование, мм                                              |                                                               |                                                               |                                                               |                                                               |                                                               |                                                               |                                                               |                                                               |                                                               |
| Пояс                                                          | 300                                                           | 300                                                           | 229                                                           | 152                                                           | 203                                                           | 305                                                           | 237,5                                                         | 330                                                           | 303                                                           |
| Боевая рубка                                                  | 350                                                           | 350                                                           | 254                                                           | 254                                                           | 254                                                           | 279                                                           | 400                                                           | 280                                                           | 400                                                           |
| Башни, лоб                                                    | 270                                                           | 300                                                           | 229                                                           | 279                                                           | 279                                                           | 380                                                           | 300                                                           | 330                                                           | 400                                                           |
| Барбеты                                                       | 260                                                           | 300                                                           | 229                                                           | 178                                                           | 229                                                           | 305                                                           | 247,5                                                         | 254                                                           |                                                               |
| Палуба                                                        | 30—80                                                         | 55—110                                                        | 76                                                            | 76                                                            | 76                                                            | 50—100                                                        | 60                                                            | 70—95                                                         | 50                                                            |
| Вооружение                                                    |                                                               |                                                               |                                                               |                                                               |                                                               |                                                               |                                                               |                                                               |                                                               |
| Главный калибр                                                | 8×305 мм/50                                                   | 8×350 мм/45                                                   | 8×343 мм/45                                                   | 6×381 мм/42                                                   | 8×381 мм/42                                                   | 8×381 мм/42                                                   | 12×356 мм/52                                                  | 8×381 мм/42                                                   | 8×381 мм/40                                                   |
| Вспомогательная артиллерия                                    | 14×150 мм/45 4×88 мм                                          | 12×150 мм/45 4×88 мм                                          | 12×152мм/45 2×76 мм 4×47 мм                                   | 17×102 мм/45 4×47 мм                                          | 16×140 мм/50 2×76,2 мм                                        | 12×140 мм/50 4×102 мм 4×47 мм                                 | 24×130 мм/55 8×75 мм 4×63 мм                                  | 16×152 мм/45 2×76,2 мм 4×47 мм                                | 12×152 мм/45 8×102 мм/45 12×40 мм                             |
| Торпедные аппараты                                            | 4×600 мм                                                      | 5×600 мм                                                      | 4×533 мм                                                      | 2×533 мм                                                      | 2×533 мм                                                      | 6×533 мм                                                      | 6×457 мм                                                      | 4×533 мм                                                      | 8×450 мм                                                      |

## Использованная литература и источники
1. 1 2 3 4 5  Мужеников В. Б. Линейные крейсера Германии. — С.129
2. 1 2 3 4  Мужеников В. Б. Линейные крейсера Германии. — С.130
3. 1 2 3 4 5  Мужеников В. Б. Линейные крейсера Германии. — С.134
4. ↑  Мужеников В. Б. Линейные крейсера Германии. — С.130—131
5. 1 2 3 4 5  Мужеников В. Б. Линейные крейсера Германии. — С.132
6. ↑  Мужеников В. Б. Линейные крейсера Германии. — С.135—136
7. 1 2 3 4 5  Мужеников В. Б. Линейные крейсера Германии. — С.136
8. 1 2 3  Мужеников В. Б. Линейные крейсера Германии. — С.137
9. 1 2  Мужеников В. Б. Линейные крейсера Германии. — С.137—138
10. 1 2 3 4  Мужеников В. Б. Линейные крейсера Германии. — С.138
11. 1 2 3 4 5  DiGiulian, Tony. Germany 35 cm/45 (13.78″) SK L/45 (англ.) (20 ноября 2012). — Описание 350-мм орудия SK L/45. Дата обращения: 9 марта 2013. Архивировано 7 апреля 2013 года.
12. ↑  DiGiulian, Tony. German 15 cm/45 (5.9″) SK L/45 (англ.) (6 июля 2007). — Описание 150-мм орудия SK L/50. Дата обращения: 9 марта 2013. Архивировано 17 августа 2011 года.
13. ↑  DiGiulian, Tony. German 8.8 cm/45 (3.46″) SK L/45, 8.8 cm/45 (3.46″) Tbts KL/45, 8.8 cm/45 (3.46″) Flak L/45 (англ.) (9 августа 2009). — Описание 88-мм орудия SK L/50 и Flak L/45. Дата обращения: 9 марта 2013. Архивировано 17 августа 2011 года.
14. 1 2 3 4 5 6  Gröner. Band 1. — S.87
15. ↑  Мужеников В. Б. Линейные крейсера Германии. — С.132—133
16. 1 2 3 4 5 6  Campbell. Battlecruisers. — P. 58
17. 1 2 3 4 5  Мужеников В. Б. Линейные крейсера Германии. — С.133
18. ↑  Мужеников В. Б. Линейные крейсера Германии. — С.133—134
19. 1 2 3  Мужеников В. Б. Линейные крейсера Германии. — С.135
20. 1 2  Gröner. Band 1. — S.85
21. ↑  Conway's, 1906—1921. — P.156
22. ↑  Conway's, 1906—1921. — P.155
23. 1 2 3  Мужеников В. Б. Линейные крейсера Германии. — С.139
24. 1 2 3 4  Roberts. Battlecruisers. — P. 56
25. ↑  DiGiulian, Tony. Britain 13.5″/45 (34.3 cm) Mark V (англ.) (25 ноября 2012). — Описание 343-мм орудия Mark V. Дата обращения: 14 марта 2013. Архивировано 7 апреля 2013 года.
26. ↑  DiGiulian, Tony. Britain 15″/42 (38.1 cm) Mark I (англ.) (10 декабря 2012). — Описание 381-мм орудия Mark I. Дата обращения: 14 марта 2013. Архивировано 7 апреля 2013 года.
27. ↑  DiGiulian, Tony. Germany 30.5 cm/50 (12″) SK L/50 (англ.) (24 ноября 2012). — Описание 305-мм орудия SK L/50. Дата обращения: 14 марта 2013. Архивировано 7 апреля 2013 года.
28. ↑  DiGiulian, Tony. Russia 14″/52 (35.6 cm) Pattern 1913 / 356 mm/52 (14″) Pattern 1913 (англ.) (11 февраля 2012). — Описание российского 356-мм орудия образца 1913 года. Дата обращения: 15 апреля 2013. Архивировано 19 апреля 2013 года.
29. ↑  DiGiulian, Tony. Italy 381 mm/40 (15″) Model 1914 (англ.) (25 мая 2012). — Описание итальянского 381-мм орудия образца 1914 года. Дата обращения: 15 апреля 2013. Архивировано 19 апреля 2013 года.
30. ↑  Кузнецов Л. А. Линейные крейсера типа «Измаил». — Мидель-шпангоут № 22. — Гангут, 2011. — С. 152—157. — 159 с. — 500 экз. — ISBN 978-5-904180-28-7.
31. 1 2  Conway's, 1906—1921. — P.260
32. ↑  Gröner. Band 1. — S.83
33. ↑  Conway's, 1906—1921. — P.32
34. ↑  Conway's, 1906—1921. — P.38
35. ↑  Conway's, 1906—1921. — P.304
36. ↑  Conway's, 1906—1921. — P.33
37. ↑  Roberts. Battlecruisers. — P. 58
38. ↑  Conway's, 1906—1921. — P.41
39. ↑  Мужеников В. Б. Линейные крейсера Англии. Ч. II. — СПб., 2000. — С. 55. — (Боевые корабли мира).
40. ↑  Мужеников В. Б. Линейные крейсера Англии. Ч. III. — СПб., 2001. — С. 21. — (Боевые корабли мира).
41. ↑  Мужеников В. Б. Линейные крейсера Англии. Ч. IV. — СПб., 2006. — С. 48. — (Боевые корабли мира). — ISBN 5-98830-015-4.
42. ↑  Михайлов А. А. Линейные корабли типа «Куин Элизабет». — СПб., 2001. — С. 4. — (Боевые корабли мира).
43. ↑  Михайлов А. А. Линейный крейсер «Худ». — СПб., 2007. — С. 23. — (Боевые корабли мира).